# Roca Cavalls
La Roca Cavalls és una roca i cinglera amb el punt més elevat a 1.150,5 metres del terme actual de Conca de Dalt, pertanyent a l'antic municipi de Claverol, dins de l'antic enclavament dels Masos de Baiarri.
És a prop de l'extrem sud-occidental de l'enclavament, a ponent i a prop de la quasi homònima Roca de Cavalls, al capdamunt i a llevant del Racó del Pou i al sud-est del Pas de Recallers. Per la Roca Cavalls passava l'antic termenal entre els antics termes municipals de Claverol i Hortoneda de la Conca. Queda a migdia de l'antiga caseria dels Masos de Baiarri.